# دمیترو خمنوفسکی
دمیترو خمنوفسکی (اوکراینی: Дмитро Геннадійович Хомченовський؛ زادهٔ ۱۶ آوریل ۱۹۹۰) بازیکن فوتبال اهل اوکراین است.
از باشگاه‌هایی که در آن بازی کرده‌است می‌توان به باشگاه فوتبال کریفباس کریفیی ریه، باشگاه فوتبال پومفرادینا، و باشگاه فوتبال زوریا لوهانسک اشاره کرد.
وی همچنین در تیم‌های ملی فوتبال زیر ۲۰ سال اوکراین، زیر ۲۱ سال اوکراین، و اوکراین بازی کرده‌است.